# Petit Le Mans 2023
La Petit Le Mans 2023 è stata la 26ª edizione della Petit Le Mans e si è svolta il 14 ottobre 2023. L'evento è stato l'11º e ultimo round del Campionato IMSA SportsCar 2023 e il quarto round della Michelin Endurance Cup 2023. La gara si è svolta sul circuito di Road Atlanta a Braselton, in Georgia.
La gara è stata vinta dall'equipaggio della Acura ARX-06 numero 60 del team Meyer Shank Racing, formato da Tom Blomqvist, Colin Braun e Hélio Castroneves, che hanno ripetuto il successo ottenuto l'anno precedente.

## Gara

### Risultati
I risultati della gara sono i seguenti:
| Pos. | Classe  | #   | Team                                      | Piloti                                                 | Vettura                       | Giri | Tempo/Ritiro          |
| Pos. | Classe  | #   | Team                                      | Piloti                                                 | Motore                        | Giri | Tempo/Ritiro          |
| ---- | ------- | --- | ----------------------------------------- | ------------------------------------------------------ | ----------------------------- | ---- | --------------------- |
| 1    | GTP     | 60  | Meyer Shank Racing con Curb-Agajanian     | Tom Blomqvist Colin Braun Hélio Castroneves            | Acura ARX-06                  | 397  | 10h01'40''400         |
| 1    | GTP     | 60  | Meyer Shank Racing con Curb-Agajanian     | Tom Blomqvist Colin Braun Hélio Castroneves            | Acura AR24e 2.4 L Turbo V6    | 397  | 10h01'40''400         |
| 2    | GTP     | 01  | Cadillac Racing                           | Sébastien Bourdais Scott Dixon Renger van der Zande    | Cadillac V-Series.R           | 397  | +0.452                |
| 2    | GTP     | 01  | Cadillac Racing                           | Sébastien Bourdais Scott Dixon Renger van der Zande    | Cadillac LMC55R 5.5 L V8      | 397  | +0.452                |
| 3    | GTP     | 59  | Proton Competition                        | Gianmaria Bruni Harry Tincknell Neel Jani              | Porsche 963                   | 397  | +1.077                |
| 3    | GTP     | 59  | Proton Competition                        | Gianmaria Bruni Harry Tincknell Neel Jani              | Porsche 9RD 4.6 L Turbo V8    | 397  | +1.077                |
| 4    | GTP     | 7   | Porsche Penske Motorsport                 | Matt Campbell Josef Newgarden Felipe Nasr              | Porsche 963                   | 397  | +1.825                |
| 4    | GTP     | 7   | Porsche Penske Motorsport                 | Matt Campbell Josef Newgarden Felipe Nasr              | Porsche 9RD 4.6 L Turbo V8    | 397  | +1.825                |
| 5    | GTP     | 5   | JDC-Miller MotorSports                    | Mike Rockenfeller Tijmen van der Helm Jenson Button    | Porsche 963                   | 397  | +2.165                |
| 5    | GTP     | 5   | JDC-Miller MotorSports                    | Mike Rockenfeller Tijmen van der Helm Jenson Button    | Porsche 9RD 4.6 L Turbo V8    | 397  | +2.165                |
| 6    | GTP     | 31  | Whelen Engineering Racing                 | Jack Aitken Pipo Derani Alexander Sims                 | Cadillac V-Series.R           | 397  | +2.927                |
| 6    | GTP     | 31  | Whelen Engineering Racing                 | Jack Aitken Pipo Derani Alexander Sims                 | Cadillac LMC55R 5.5 L V8      | 397  | +2.927                |
| 7    | GTP     | 25  | BMW M Team RLL                            | Connor De Phillippi Sheldon van der Linde Nick Yelloly | BMW M Hybrid V8               | 397  | +4.275                |
| 7    | GTP     | 25  | BMW M Team RLL                            | Connor De Phillippi Sheldon van der Linde Nick Yelloly | BMW P66/3 4.0 L Turbo V8      | 397  | +4.275                |
| 8    | GTP     | 24  | BMW M Team RLL                            | Philipp Eng Augusto Farfus Marco Wittmann              | BMW M Hybrid V8               | 397  | +4.839                |
| 8    | GTP     | 24  | BMW M Team RLL                            | Philipp Eng Augusto Farfus Marco Wittmann              | BMW P66/3 4.0 L Turbo V8      | 397  | +4.839                |
| 9    | LMP2    | 04  | CrowdStrike Racing by APR                 | Ben Hanley George Kurtz Nolan Siegel                   | Oreca 07                      | 391  | +6 giri               |
| 9    | LMP2    | 04  | CrowdStrike Racing by APR                 | Ben Hanley George Kurtz Nolan Siegel                   | Gibson GK428 V8               | 391  | +6 giri               |
| 10   | LMP2    | 35  | TDS Racing                                | John Falb Josh Pierson Giedo van der Garde             | Oreca 07                      | 391  | +6 giri               |
| 10   | LMP2    | 35  | TDS Racing                                | John Falb Josh Pierson Giedo van der Garde             | Gibson GK428 V8               | 391  | +6 giri               |
| 11   | LMP2    | 52  | PR1/Mathiasen Motorsports                 | Paul-Loup Chatin Ben Keating Alex Quinn                | Oreca 07                      | 391  | +6 giri               |
| 11   | LMP2    | 52  | PR1/Mathiasen Motorsports                 | Paul-Loup Chatin Ben Keating Alex Quinn                | Gibson GK428 V8               | 391  | +6 giri               |
| 12   | LMP2    | 88  | AF Corse                                  | François Perrodo Matthieu Vaxivière Emmanuel Collard   | Oreca 07                      | 390  | +7 giri               |
| 12   | LMP2    | 88  | AF Corse                                  | François Perrodo Matthieu Vaxivière Emmanuel Collard   | Gibson GK428 V8               | 390  | +7 giri               |
| 13   | LMP2    | 18  | Era Motorsport                            | Ryan Dalziel Dwight Merriman Christian Rasmussen       | Oreca 07                      | 383  | Ritirato              |
| 13   | LMP2    | 18  | Era Motorsport                            | Ryan Dalziel Dwight Merriman Christian Rasmussen       | Gibson GK428 V8               | 383  | Ritirato              |
| 14   | LMP2    | 20  | High Class Racing                         | Dennis Andersen Anders Fjordbach Ed Jones              | Oreca 07                      | 381  | +16 giri              |
| 14   | LMP2    | 20  | High Class Racing                         | Dennis Andersen Anders Fjordbach Ed Jones              | Gibson GK428 V8               | 381  | +16 giri              |
| 15   | LMP3    | 30  | Jr III Motorsports                        | Bijoy Garg Nolan Siegel Garett Grist                   | Ligier JS P320                | 379  | +18 giri              |
| 15   | LMP3    | 30  | Jr III Motorsports                        | Bijoy Garg Nolan Siegel Garett Grist                   | Nissan VK56DE 5.6 L V8        | 379  | +18 giri              |
| 16   | LMP3    | 13  | AWA                                       | Matt Bell Orey Fidani Lars Kern                        | Duqueine M30 - D08            | 379  | +18 giri              |
| 16   | LMP3    | 13  | AWA                                       | Matt Bell Orey Fidani Lars Kern                        | Nissan VK56DE 5.6 L V8        | 379  | +18 giri              |
| 17   | LMP3    | 74  | Riley Motorsports                         | Josh Burdon Felipe Fraga Gar Robinson                  | Ligier JS P320                | 379  | +18 giri              |
| 17   | LMP3    | 74  | Riley Motorsports                         | Josh Burdon Felipe Fraga Gar Robinson                  | Nissan VK56DE 5.6 L V8        | 379  | +18 giri              |
| 18   | GTD Pro | 79  | WeatherTech Racing                        | Maro Engel Jules Gounon Daniel Juncadella              | Mercedes-AMG GT3 Evo          | 370  | +27 giri              |
| 18   | GTD Pro | 79  | WeatherTech Racing                        | Maro Engel Jules Gounon Daniel Juncadella              | Mercedes-AMG M159 6.2 L V8    | 370  | +27 giri              |
| 19   | GTD Pro | 9   | Pfaff Motorsports                         | Klaus Bachler Patrick Pilet Kévin Estre                | Porsche 911 GT3 R (992)       | 370  | +27 giri              |
| 19   | GTD Pro | 9   | Pfaff Motorsports                         | Klaus Bachler Patrick Pilet Kévin Estre                | Porsche 4.2 L Flat-6          | 370  | +27 giri              |
| 20   | GTD     | 78  | Forte Racing Powered by US RaceTronics    | Misha Goikhberg Patrick Liddy Loris Spinelli           | Lamborghini Huracán GT3 Evo 2 | 370  | +27 giri              |
| 20   | GTD     | 78  | Forte Racing Powered by US RaceTronics    | Misha Goikhberg Patrick Liddy Loris Spinelli           | Lamborghini 5.2 L V10         | 370  | +27 giri              |
| 21   | GTD     | 96  | Turner Motorsport                         | Michael Dinan Robby Foley Patrick Gallagher            | BMW M4 GT3                    | 370  | +27 giri              |
| 21   | GTD     | 96  | Turner Motorsport                         | Michael Dinan Robby Foley Patrick Gallagher            | BMW SS58B30T0 3.0 L Turbo L6  | 370  | +27 giri              |
| 22   | GTD     | 77  | Wright Motorsports                        | Alan Brynjolfsson Trent Hindman Max Root               | Porsche 911 GT3 R (992)       | 370  | +27 giri              |
| 22   | GTD     | 77  | Wright Motorsports                        | Alan Brynjolfsson Trent Hindman Max Root               | Porsche 4.2 L Flat-6          | 370  | +27 giri              |
| 23   | GTD Pro | 62  | Risi Competizione                         | Alessandro Pier Guidi Davide Rigon Daniel Serra        | Ferrari 296 GT3               | 370  | +27 giri              |
| 23   | GTD Pro | 62  | Risi Competizione                         | Alessandro Pier Guidi Davide Rigon Daniel Serra        | Ferrari 3.0 L Turbo V6        | 370  | +27 giri              |
| 24   | GTD     | 92  | Kelly-Moss with Riley                     | Julien Andlauer David Brule Alec Udell                 | Porsche 911 GT3 R (992)       | 370  | +27 giri              |
| 24   | GTD     | 92  | Kelly-Moss with Riley                     | Julien Andlauer David Brule Alec Udell                 | Porsche 4.2 L Flat-6          | 370  | +27 giri              |
| 25   | GTD     | 27  | Heart of Racing                           | Roman De Angelis Ian James Marco Sørensen              | Aston Martin Vantage AMR GT3  | 370  | +27 giri              |
| 25   | GTD     | 27  | Heart of Racing                           | Roman De Angelis Ian James Marco Sørensen              | Aston Martin 4.0 L Turbo V8   | 370  | +27 giri              |
| 26   | GTD     | 32  | Korthoff Preston Motorsports              | Mikaël Grenier Kenton Koch Mike Skeen                  | Mercedes-AMG GT3 Evo          | 370  | +27 giri              |
| 26   | GTD     | 32  | Korthoff Preston Motorsports              | Mikaël Grenier Kenton Koch Mike Skeen                  | Mercedes-AMG M159 6.2 L V8    | 370  | +27 giri              |
| 27   | GTD     | 97  | Turner Motorsport                         | Bill Auberlen Chandler Hull Thomas Merrill             | BMW M4 GT3                    | 370  | +27 giri              |
| 27   | GTD     | 97  | Turner Motorsport                         | Bill Auberlen Chandler Hull Thomas Merrill             | BMW SS58B30T0 3.0 L Turbo L6  | 370  | +27 giri              |
| 28   | GTD     | 80  | AO Racing Team                            | P. J. Hyett Gunnar Jeannette Sebastian Priaulx         | Porsche 911 GT3 R (992)       | 370  | +27 giri              |
| 28   | GTD     | 80  | AO Racing Team                            | P. J. Hyett Gunnar Jeannette Sebastian Priaulx         | Porsche 4.2 L Flat-6          | 370  | +27 giri              |
| 29   | GTD Pro | 23  | Heart of Racing Team                      | Ross Gunn David Pittard Alex Riberas                   | Aston Martin Vantage AMR GT3  | 370  | +27 giri              |
| 29   | GTD Pro | 23  | Heart of Racing Team                      | Ross Gunn David Pittard Alex Riberas                   | Aston Martin 4.0 L Turbo V8   | 370  | +27 giri              |
| 30   | GTD     | 57  | Winward Racing                            | Indy Dontje Philip Ellis Russell Ward                  | Mercedes-AMG GT3 Evo          | 370  | +27 giri              |
| 30   | GTD     | 57  | Winward Racing                            | Indy Dontje Philip Ellis Russell Ward                  | Mercedes-AMG M159 6.2 L V8    | 370  | +27 giri              |
| 31   | GTD Pro | 61  | AF Corse                                  | Simon Mann Miguel Molina James Calado                  | Ferrari 296 GT3               | 370  | +27 giri              |
| 31   | GTD Pro | 61  | AF Corse                                  | Simon Mann Miguel Molina James Calado                  | Ferrari 3.0 L Turbo V6        | 370  | +27 giri              |
| 32   | GTD     | 023 | Triarsi Competizione                      | Alessio Rovera Charlie Scardina Onofrio Triarsi        | Ferrari 296 GT3               | 370  | +27 giri              |
| 32   | GTD     | 023 | Triarsi Competizione                      | Alessio Rovera Charlie Scardina Onofrio Triarsi        | Ferrari 3.0 L Turbo V6        | 370  | +27 giri              |
| 33   | LMP2    | 8   | Tower Motorsports                         | Ari Balogh Scott McLaughlin Kyffin Simpson             | Oreca 07                      | 369  | +28 giri              |
| 33   | LMP2    | 8   | Tower Motorsports                         | Ari Balogh Scott McLaughlin Kyffin Simpson             | Gibson GK428 V8               | 369  | +28 giri              |
| 34   | GTD     | 16  | Wright Motorsports                        | Ryan Hardwick Jan Heylen Zacharie Robichon             | Porsche 911 GT3 R (992)       | 367  | Collisione (incendio) |
| 34   | GTD     | 16  | Wright Motorsports                        | Ryan Hardwick Jan Heylen Zacharie Robichon             | Porsche 4.2 L Flat-6          | 367  | Collisione (incendio) |
| 35   | GTD     | 83  | Iron Dames                                | Doriane Pin Rahel Frey Michelle Gatting                | Lamborghini Huracán GT3 Evo 2 | 367  | +30 giri              |
| 35   | GTD     | 83  | Iron Dames                                | Doriane Pin Rahel Frey Michelle Gatting                | Lamborghini 5.2 L V10         | 367  | +30 giri              |
| 36   | GTD Pro | 63  | Iron Lynx                                 | Mirko Bortolotti Jordan Pepper Franck Perera           | Lamborghini Huracán GT3 Evo 2 | 366  | Collisione            |
| 36   | GTD Pro | 63  | Iron Lynx                                 | Mirko Bortolotti Jordan Pepper Franck Perera           | Lamborghini 5.2 L V10         | 366  | Collisione            |
| 37   | GTP     | 10  | Wayne Taylor Racing w/ Andretti Autosport | Filipe Albuquerque Louis Delétraz Ricky Taylor         | Acura ARX-06                  | 365  | Collisione            |
| 37   | GTP     | 10  | Wayne Taylor Racing w/ Andretti Autosport | Filipe Albuquerque Louis Delétraz Ricky Taylor         | Acura AR24e 2.4 L Turbo V6    | 365  | Collisione            |
| 38   | GTD     | 47  | Cetilar Racing                            | Antonio Fuoco Roberto Lacorte Giorgio Sernagiotto      | Ferrari 296 GT3               | 364  | +33 giri              |
| 38   | GTD     | 47  | Cetilar Racing                            | Antonio Fuoco Roberto Lacorte Giorgio Sernagiotto      | Ferrari 3.0 L Turbo V6        | 364  | +33 giri              |
| 39   | LMP3    | 85  | JDC-Miller MotorSports                    | Till Bechtolsheimer Dan Goldberg Rasmus Lindh          | Duqueine M30 - D08            | 359  | +38 giri              |
| 39   | LMP3    | 85  | JDC-Miller MotorSports                    | Till Bechtolsheimer Dan Goldberg Rasmus Lindh          | Nissan VK56DE 5.6 L V8        | 359  | +38 giri              |
| 40   | GTD     | 93  | Racers Edge Motorsports with WTR Andretti | Danny Formal Ashton Harrison Kyle Marcelli             | Acura NSX GT3 Evo22           | 355  | +42 giri              |
| 40   | GTD     | 93  | Racers Edge Motorsports with WTR Andretti | Danny Formal Ashton Harrison Kyle Marcelli             | Acura 3.5 L Turbo V6          | 355  | +42 giri              |
| 41   | GTD     | 66  | Gradient Racing                           | Katherine Legge Marc Miller Sheena Monk                | Acura NSX GT3 Evo22           | 355  | Cambio                |
| 41   | GTD     | 66  | Gradient Racing                           | Katherine Legge Marc Miller Sheena Monk                | Acura 3.5 L Turbo V6          | 355  | Cambio                |
| 42   | GTD     | 12  | Vasser Sullivan Racing                    | Frankie Montecalvo Aaron Telitz Parker Thompson        | Lexus RC F GT3                | 323  | Meccanico             |
| 42   | GTD     | 12  | Vasser Sullivan Racing                    | Frankie Montecalvo Aaron Telitz Parker Thompson        | Toyota 2UR 5.0 L V8           | 323  | Meccanico             |
| 43   | GTD     | 44  | Magnus Racing                             | Andy Lally John Potter Spencer Pumpelly                | Aston Martin Vantage AMR GT3  | 298  | Surriscaldamento      |
| 43   | GTD     | 44  | Magnus Racing                             | Andy Lally John Potter Spencer Pumpelly                | Aston Martin 4.0 L Turbo V8   | 298  | Surriscaldamento      |
| 44   | LMP2    | 11  | TDS Racing                                | Scott Huffaker Mikkel Jensen Steven Thomas             | Oreca 07                      | 262  | Incidente             |
| 44   | LMP2    | 11  | TDS Racing                                | Scott Huffaker Mikkel Jensen Steven Thomas             | Gibson GK428 V8               | 262  | Incidente             |
| 45   | LMP3    | 38  | Performance Tech Motorsports              | Cameron Shields Brian Thienes Jonathan Woolridge       | Ligier JS P320                | 221  | Collisione            |
| 45   | LMP3    | 38  | Performance Tech Motorsports              | Cameron Shields Brian Thienes Jonathan Woolridge       | Nissan VK56DE 5.6 L V8        | 221  | Collisione            |
| 46   | GTD     | 1   | Paul Miller Racing                        | Corey Lewis Bryan Sellers Madison Snow                 | BMW M4 GT3                    | 207  | Steering              |
| 46   | GTD     | 1   | Paul Miller Racing                        | Corey Lewis Bryan Sellers Madison Snow                 | BMW SS58B30T0 3.0 L Turbo L6  | 207  | Steering              |
| 47   | GTP     | 6   | Porsche Penske Motorsport                 | Laurens Vanthoor Mathieu Jaminet Nick Tandy            | Porsche 963                   | 196  | Retired (Damage)      |
| 47   | GTP     | 6   | Porsche Penske Motorsport                 | Laurens Vanthoor Mathieu Jaminet Nick Tandy            | Porsche 9RD 4.6 L Turbo V8    | 196  | Retired (Damage)      |
| 48   | GTD Pro | 3   | Corvette Racing                           | Antonio García Tommy Milner Jordan Taylor              | Chevrolet Corvette C8.R GTD   | 189  | Engine                |
| 48   | GTD Pro | 3   | Corvette Racing                           | Antonio García Tommy Milner Jordan Taylor              | Chevrolet 5.5 L V8            | 189  | Engine                |
| 49   | GTD Pro | 14  | Vasser Sullivan Racing                    | Ben Barnicoat Jack Hawksworth Kyle Kirkwood            | Lexus RC F GT3                | 153  | Incidente             |
| 49   | GTD Pro | 14  | Vasser Sullivan Racing                    | Ben Barnicoat Jack Hawksworth Kyle Kirkwood            | Toyota 2UR 5.0 L V8           | 153  | Incidente             |
| 50   | LMP3    | 17  | AWA                                       | Wayne Boyd Anthony Mantella Nicolás Varrone            | Duqueine M30 - D08            | 118  | Meccanico             |
| 50   | LMP3    | 17  | AWA                                       | Wayne Boyd Anthony Mantella Nicolás Varrone            | Nissan VK56DE 5.6 L V8        | 118  | Meccanico             |
| 51   | LMP3    | 36  | Andretti Autosport                        | Jarett Andretti Gabby Chaves Glenn van Berlo           | Ligier JS P320                | 85   | Meccanico             |
| 51   | LMP3    | 36  | Andretti Autosport                        | Jarett Andretti Gabby Chaves Glenn van Berlo           | Nissan VK56DE 5.6 L V8        | 85   | Meccanico             |
| 52   | GTD     | 70  | Inception Racing                          | Brendan Iribe Ollie Millroy Frederik Schandorff        | McLaren 720S GT3 Evo          | 44   | Collisione            |
| 52   | GTD     | 70  | Inception Racing                          | Brendan Iribe Ollie Millroy Frederik Schandorff        | McLaren M840T 4.0 L Turbo V8  | 44   | Collisione            |

I vincitori di classe sono segnati in Grassetto.